# Gisama
Gisama är ett vattendrag i Burundi.   Det ligger i provinsen Makamba, i den södra delen av landet, 100 kilometer söder om huvudstaden Bujumbura.
Omgivningarna runt Gisama är en mosaik av jordbruksmark och naturlig växtlighet. Runt Gisama är det ganska tätbefolkat, med 172 invånare per kvadratkilometer.